# لقاء-تعليم
لقاء-تعليم، أو تيتش-ميت، (بالإنجليزية: TeachMeet)‏ هو اجتماع منظم ولكن غير رسمي على نمط اللامؤتمر مخصص للمعلمين لتبادل أحسن الممارسات الجيدة والابتكارات العملية والرؤى الشخصية في مجال التدريس بواسطة التكنولوجيا. ويتم تنظيم هذه الأحداث في كثير من الأحيان ليتزامن مع الأحداث التعليمية الأخرى مثل مهرجان التعلم الاسكتلندية والبريطانية للتكنولوجيا التعليم وعروض التدريب.
يتطوع المشاركين ليعرضوا أفضل الممارسات التي حققوها في مجال التكنولوجيا التعليمية أو ليناقشوا نظم أو منتجات استعملوها ورؤا فائدة منها لتعليم طلابهم. عليهم تقديم طلب المشاركة من خلال موقع تيتش-ميت الإلكتروني.
فعاليا لقاء-تعليم مجانية للجميع ويمكن المشاركة من دون دفع أي رسوم.

## تاريخ
عقد أول لقاء-تعليم في اسكتلندا عام 2005 والثان في مدينة غلاسكو في العشرين من سبتمبر 2006.
وفي عام 2010، أقيم «لقاء-عليم، استيلاء» (بالإنجليزية: TeachMeet 'Takeover)‏ حين احتل المدرسين أكواخ البائعين فتقلوا عروضهم من قاعة المؤتمرات إلى ساحة معرض البائعين

## ميزات لقاء-تعليم
الميزات التالية غالبا ما تكون جزءا من لقاء-تعليم، ولكن الشكل يتغير وفقا لحجم الاجتماع أهداف المنظمين:
- ميني عروض تستمر لمدة 7 دقائق
- نانو عروض -تستمر لمدة دقيقتين (من 3 إلى 5 واحدة تلو الأخرى)
- يختار المتكلمين عشوائيا اختيار المتكلمين - من بين مجموعة من المشاركين على استعداد للتكلم
- قناة خلفية للسماح بمشاركة الغير مشاركين.

## روابط خارجية
- http://www.teachmeet.org.uk/
- http://teachmeetnashville.wikispaces.com